# Liste der Wappen im Burgenlandkreis
Diese Liste zeigt die amtlich genehmigten Wappen der Verbandsgemeinden, Städte und Gemeinden, sowie Wappen von ehemaligen Landkreisen, Verwaltungsgemeinschaften, Städten und Gemeinden im Burgenlandkreis in Sachsen-Anhalt.

## Burgenlandkreis und Vorgängerkreise
| Landkreis                   | Wappen                       | Kommentare |
| --------------------------- | ---------------------------- | --- |
| Burgenlandkreis             | Wappen des Burgenlandkreises | Das Wappen wurde vom Heraldiker Jörg Mantzsch aus Magdeburg gestaltet und genehmigt durch das Ministerium des Innern des Landes Sachsen-Anhalt am 19. Februar 2008: „In Silber eine schwarzgefugte rote Burg, die erniedrigte Burgmauer besetzt mit 2 oben anstoßenden und in den Außenrand verschwindenden Zinnentürmen, zwischen den Türmen eine sechsbeerige (3:2:1) blaue Weintraube mit zwei grünen Blättern, die Burgmauer belegt mit einem goldenen Schild, darin ein schwarzes Bergmannsgezähe.“ |
| Hohenmölsen (1990–1994)     |                              | Genehmigt durch das Ministerium des Innern des Landes Sachsen-Anhalt am 16. Januar 1992: „In Gold ein vierblättriges grünes Kleeblatt, belegt mit schräggekreuzten schwarzen Schlägel und Eisen.“ |
| Weißenfels (1990–1994)      |                              | Genehmigt durch das Ministerium des Innern des Landes Sachsen-Anhalt 1992: „Schräggeteilt durch einen silbernen Wellenbalken von Gold über Blau, im goldenen Feld ein schwarzer Adler.“ |
| Weißenfels (1994–2007)      |                              | Gestaltet von Erika Fiedler und genehmigt durch das Ministerium des Innern des Landes Sachsen-Anhalt am 14. Oktober 1994: „In Gold ein blauer Wellenschrägbalken, beseitet oben mit einem goldbewehrten, rotbezungten schwarzen Adler; unten ein vierblättriges grünes Kleeblatt, belegt mit schräggekreuzten schwarzen Schlägel und Eisen.“ |
| Zeitz (1990–1994)           |                              | Genehmigt durch das Ministerium des Innern des Landes Sachsen-Anhalt am 21. Juli 1993. „In Rot ein gestürztes silbernes Schwert mit rundem Knopf am Griff und runden Ecken der Parierstange, schräggekreuzt mit einem silbernen Schlüssel, der Bart vorn unten abwärts gekehrt, das Schließblatt viereckig.“ |
| Burgenlandkreis (1994–2007) |                              | Das Wappen wurde vom Heraldiker Jörg Mantzsch aus Magdeburg gestaltet und genehmigt durch das Ministerium des Innern des Landes Sachsen-Anhalt am 12. Juli 1996: „In Silber eine rote, schwarz gefugte Zinnenmauer, belegt mit einer silbernen Weintraube aus 6 Beeren (3:2:1), darüber ein gestürztes rotes Schwert mit rundem Knopf am Griff und runden Ecken der Parierstange, schräggekreuzt mit einem roten Schlüssel, der Bart vorn unten abwärts gekehrt, das Schließblatt viereckig.“ Der Landkreis entstand 1994 durch Zusammenlegung der Landkreise Naumburg, Nebra und Zeitz. Zum 1. Juli 2007 fusionierte er mit dem Landkreis Weißenfels zum neugebildeten Burgenlandkreis. |

## Verbandsgemeinden
| Verbandsgemeinde        | Wappen | Kommentare |
| ----------------------- | ------ | --- |
| An der Finne            |        | Genehmigt durch den Landrat des Burgenlandkreises am 17. Juli 2009: „Gespalten von Grün und Gold; vorn eine gestielte goldene Weintraube mit acht Beeren (2:3:2:1); hinten ein gestürztes, gestieltes grünes Lindenblatt; im erweiterten Schildhaupt ein goldenes Architektursegment mit drei spitzbogigen blauen Fensteröffnungen.“ |
| Droyßiger-Zeitzer Forst |        | Gestaltet von Jörg Mantzsch und genehmigt durch den Landrat des Burgenlandkreises am 8. November 2017: „In Silber eine blaue Weintraube mit zwei grünen Blättern und Stiel sowie schwarzen Ranken zwischen zwei aus den Außenseiten eines grünen Dreibergs wachsenden, in den Schildrand verschwindenden grünen Nadelbäumen mit schwarzem Stamm; der Dreiberg belegt mit einem silbern konturierten blauen Wellenbalken.“                         |
| Unstruttal              |        | Gestaltet von Jörg Mantzsch und genehmigt durch den Landrat des Burgenlandkreises am 20. Januar 2010: „In Silber von blauem Wellenbalken schräggeteilt, oben eine belaubte grüne Weintraube, unten eine grüne Scheibe, bestreut mit einer silbernen Scheibe, drei silbernen Bögen und silbernen Punkten.“ |
| Wethautal               |        | Gestaltet von Jörg Mantzsch und genehmigt durch den Landrat des Burgenlandkreises am 1. Oktober 2010: „Geviert von Silber und Grün; Feld 1 und 4: ein blauer Wellenbalken, Feld 2: ein schwarz gefugter goldener Turm mit rechteckiger schwarzer Türöffnung, einem schwarzen Fenster und mittig aufgesetzter schmaler gemauerter Turmspitze, Feld 3: ein goldenes Mühlrad mit vier breiten Hauptspeichen und vier schmalen Verstrebungsspeichen.“ |

## Ehemalige Verwaltungsgemeinschaften
| Verwaltungsgemeinschaft | Wappen | Kommentare |
| ----------------------- | ------ | --- |
| An der Finne            |        | Genehmigt durch den Landrat des Burgenlandkreises ????: „Gespalten von Grün und Gold; vorn eine gestielte goldene Weintraube mit acht Beeren (2:3:2:1); hinten ein gestürztes, gestieltes grünes Lindenblatt; im erweiterten Schildhaupt ein goldenes Architektursegment mit drei spitzbogigen blauen Fensteröffnungen.“ Zum 1. Juli 2009 wurde die Verwaltungsgemeinschaft An der Finne aufgelöst und die Gemeinden in der neu geschaffenen Verbandsgemeinde An der Finne zusammengefasst. Diese führt das Wappen in Rechtsnachfolge fort.                                                              |
| Unstruttal              |        | Genehmigt durch den Landrat des Burgenlandkreises ????: „Geviert von Silber und Grün; Feld 1 und 4: ein blauer Wellenbalken, Feld 2: ein schwarz gefugter goldener Turm mit rechteckiger schwarzer Türöffnung, einem schwarzen Fenster und mittig aufgesetzter schmaler gemauerter Turmspitze, Feld 3: ein goldenes Mühlrad mit vier breiten Hauptspeichen und vier schmalen Verstrebungsspeichen.“ Zum 1. Januar 2010 wurde die Verwaltungsgemeinschaft aufgelöst. Die Mitgliedsgemeinden gingen in der neu gebildeten Verbandsgemeinde Unstruttal auf. Diese führt das Wappen in Rechtsnachfolge fort. |

## Städte und Gemeinden
Folgende Gemeinden führen kein Wappen:
| - An der Poststraße - Balgstädt - Finne | - Finneland - Goseck - Lanitz-Hassel-Tal | - Mertendorf - Molauer Land - Schönburg |

| Stadt oder Gemeinde         | Wappen | Kommentare |
| --------------------------- | ------ | --- |
| Stadt Bad Bibra             |        | Genehmigt durch den Landrat des Burgenlandkreises am 2. November 2009: „Geteilt von Silber und Grün, oben eine wachsende grüne Tanne, unten ein goldbewährter silberner Biber über blauem Boden.“ |
| Gemeinde Droyßig            |        | Genehmigt durch den Landrat des Burgenlandkreises am 1. Februar 2010: „Gespalten von Grün und Silber, vorn ein schwarz gefugter silberner Torturm mit Spitzbogentoröffnung und aufgesetztem schlanken Zinnenturm mit drei Spitzbogenfensteröffnungen balkenweise, hinten ein aufgerichteter, silbern konturierter schwarzer Bär mit schwarzen Krallen, silbernen Zähnen und roter ausgeschlagener Zunge.“ |
| Stadt Eckartsberga          |        | Genehmigt durch den Landrat des Burgenlandkreises am 1. Dezember 2014: „Geteilt von Rot und Blau, oben ein gewachsener goldener Löwe, unten eine goldene Lilie.“ Die am 1. Juli 2009 neu gebildete Stadt Eckartsberga führt damit in Rechtsnachfolge das von der bisherigen Stadt Eckartsberga geführte Wappen fort. |
| Gemeinde Elsteraue          |        | Gestaltet von Jörg Mantzsch und genehmigt durch den Landrat des Burgenlandkreises am 23. Februar 2009: „In Blau oben fächerartig gestellt fünf goldene Ähren, unten ein goldenes Bergmannsgezähe, das Ganze umlegt mit 10 siebenstrahligen goldenen Sternen, davon je einer beidseits ins Obereck, die restlichen 8 in der unteren Schildhälfte bordweis gestellt.“ |
| Stadt Freyburg (Unstrut)    |        | Genehmigt 1994: „Das Wappen der Stadt Freyburg (Unstrut) zeigt in blau eine zweitürmige silberne Burg mit goldenen Dächern; im Mittelteil eine offene Rundbogentoröffnung; die spitzbedachten und golden beknauften Türme mit je einem Sims im unteren und oberen Teil, über dem unteren Sims eine zickzackförmige Profilierung, über dem oberen Sims golden beknaufte Giebel.“ |
| Gemeinde Gleina             |        | Angenommen durch den Gemeinderat Gleina am 28. Februar 2017 und genehmigt durch den Landrat des Burgenlandkreises 2017: „In Silber auf grünem Schildfuß stehend eine grüne Linde zwischen je drei roten Mauerziegeln (1:2), der Schildfuß belegt mit vier silbernen Rosen mit grünen Butzen.“ |
| Gemeinde Gutenborn          |        | Genehmigt durch den Landrat des Burgenlandkreises am 3. März 2015: „In Gold auf einem Schildfuß aus 15 schwarzgefugten roten Ziegeln ein roter Zweischalenbrunnen stehend, aus dem Steigrohr beidseitig eine blaue Fontäne tretend, von der kleineren oberen Schale als blaue Tropfen abfallend.“ |
| Stadt Hohenmölsen           |        | Genehmigt durch den Landrat des Burgenlandkreises am 7. März 2013: „Geteilt von Rot über Gold. Oben hinter einer gezinnten silbernen Mauer mit schwarzem Tor ein gezinnter silberner Turm. Unten auf grünem Rasen ein springender roter Hirsch verfolgt von einem roten Jagdhund.“ |
| Gemeinde Kaiserpfalz        |        | Genehmigt durch den Landrat des Burgenlandkreises am 20. September 2024: „In Silber eine schwarzgefugte rote Zinnenmauer mit zwei Durchbrüchen, mittig von einer Säule gestützt. Vorn eine aus einem schwarzgefugten roten Brunnen wachsende Linde, hinten ein beblätterter grüner Buchenzweig. Im Schildhaupt vier blaue Weintrauben mit grünen Blättern. Abgesetzt über dem Schildhaupt eine goldene Krone mit sieben stilisierten Weinblättern.“ |
| Gemeinde Karsdorf           |        | Gestaltet von Jörg Mantzsch und genehmigt durch den Landrat des Burgenlandkreises am 1. Juni 2010: „In Gold über mit zwei silbernen Wellenlinien belegtem blauem Wellenschildfuß zwei schräg gekreuzte, die Zinken nach außen kehrende zweizinkige schwarze Karste, beidseits begleitet von je einer blauen Weintraube mit grünen Blättern und schwarzen Ranken.“ |
| Gemeinde Kretzschau         |        | Gestaltet von Jörg Mantzsch und genehmigt durch den Landrat des Burgenlandkreises am 4. November 2015: „In von zehn schwarzen Perlen belegtem goldenen Bord, über grünem Schildfuß mit drei rechteckigen goldenen Steinen (2:1), von Silber und Blau gespalten, vorn eine an schwarzer Stange rankende grüne Hopfenpflanze, hinten eine silberne Zuckerrübe mit goldenen Blättern.“ |
| Stadt Laucha an der Unstrut |        | Genehmigt ????: „Das Wappen der Stadt Laucha an der Unstrut zeigt in Gold einen stehenden Ritter mit blauer Rüstung, blauem Helm und blauen Sporen, darüber ein schwarzer Waffenrock, gegurtet in blauer Schärpe mit einem gestürzten goldenen Schwert, das Schwert mit zwei blauen Schrägbalken belegt, in der Rechten eine blau bewimpelte schwarze Lanze haltend, die Linke gestützt auf einem blauen Dreiecksschild, darin ein aufgerichteter doppelschwänziger goldener Löwe.“ |
| Stadt Lützen                |        | Genehmigt durch den Landrat des Burgenlandkreises am 25. Januar 2010: „In Gold, aus dem unteren Schildrand wachsend, silbern nimbiert, Johannes der Täufer mit schwarzen Haar und Bart, im blauen Gewand über schwarz gegürtetem silbernen Untergewand; mit der rechten Hand weisend auf das auf seinem linken Unterarm auf einem silbernen Buch ruhende, golden nimbierte, silberne Gotteslamm mit Siegesfahne – rotes Kreuz auf Silber – am roten Kreuzstab.“ |
| Gemeinde Meineweh           |        | Genehmigt durch den Landrat des Burgenlandkreises am 30. März 2012: „In Silber eine rote Rose, im Dreipass besteckt mit drei grünen Ginkoblättern und begleitet von zwei grünen Ähren.“ |
| Kreisstadt Naumburg (Saale) |        | In Gebrauch seit dem 13. Jahrhundert. Allerdings lag bis 1993 der Schlüssel im Wappen noch über dem Schwert, dies wurde im Zuge der Neugestaltung 1994 getauscht: „In Silber schräggekreuzt einen roten Schlüssel, das Schließblatt viereckig, und ein gestürztes rotes Schwert. Das Schwert liegt über dem Schlüssel.“ |
| Stadt Nebra (Unstrut)       |        | Das Wappenbild ist auf dem ältesten bekannten Siegel der Stadt aus dem 16. Jahrhundert nachweisbar: „Das Wappen der Stadt Nebra (Unstrut) zeigt in Blau den heiligen Ritter Georg in goldener Rüstung auf golden gezäumten und gesattelten silbernem Roß, mit einem grünen Drachen, dem eine goldene Lanze in den Rachen gestoßen wird.“ |
| Stadt Osterfeld             |        | Das Wappen geht zurück auf Siegel aus dem 16. Jahrhundert: „In Silber zwei einander zugewendete nimbierte Heilige, vorn Petrus im blauen Gewand, einen goldenen Schlüssel in der Rechten und ein rotes Buch in der Linken; hinten in grünem Ornat ein Bischof mit Mitra, einen roten Stab in der Rechten und einen goldenen Krummstab in der Linken haltend; zu Füßen der beiden Heiligen ein Silberschild, darin ein roter Adler.“ |
| Gemeinde Schnaudertal       |        | Genehmigt durch den Landrat des Burgenlandkreises am 1. Oktober 2010: „In Silber zwei schräglinke Wellenstäbe, begleitet oben von einem roten Mühlstein, unten von zwei gekreuzten roten Hämmern, deren Schwerpunkt belegt mit einem roten Meißel.“ |
| Stadt Stößen                |        | Das Wappenbild geht zurück auf ein Siegel der Stadt aus dem 17. Jahrhundert: „Das Wappen der Stadt Stößen zeigt auf gelbem Grund einen Mönch in blauer Kutte, mit blauen Schuhen und braunem Gürtel; in seiner rechten Hand einen silbernen Schlüssel, mit dem Bart nach oben und außen, in seiner linken Hand einen silbernen Hammer mit braunem Stiel, mit dem Kopf nach oben und der Bahn nach außen haltend.“ |
| Stadt Teuchern              |        | Genehmigt durch den Landrat des Burgenlandkreises am 27. September 2022: „Durch Wellenschnitt von Silber und Grün geteilt, oben rechts eine rote Henkelkanne mit Schnabel, links ein schräg gekreuztes schwarzes Bergmannsgezähe (Schlägel und Eisen), unten wachsend acht goldene Ähren mit Halmblättern.“ |
| Stadt Weißenfels            |        | Das älteste Stadtsiegel zeigt drei Rundtürme, von denen der mit eigenartigen Anbauten in den Hintergrund gerückt ist und die beiden anderen, die durch eine Mauer verbunden sind, überragt. An die Stelle des Mittelturmes trat im 14. Jahrhundert der meißnische Löwenschild: „In Blau eine silberne Burg mit einer gezinnten, schwarzgefügten Mauer, offenem Tor mit hochgezogenem schwarzem Fallgatter sowie zwei übereck gestellten Türmen mit roten Spitzdächern und je zwei schwarzen Rundbogen-Fensteröffnungen; zwischen den Türmen ein schwebender goldener Schild mit schwarzem Löwen.“ |
| Gemeinde Wethau             |        | Genehmigt durch den Landrat des Burgenlandkreises am 6. Juni 2013: „Geviert von Blau und Silber; Feld 1: pfahlweise zwei silberne Fische, der obere linksgewendet; Feld 2: sechs rote Ziegel (2:2:2), die mittleren zum Schildrand hin versetzt; Feld 3: eine rote Weintraube mit zwei Blättern, Stiel und Ranke; Feld 4: ein silberner Dreiberg, darüber ein sechsstrahliger silberner Stern.“ |
| Gemeinde Wetterzeube        |        | Genehmigt durch den Landrat des Burgenlandkreises am 1. Juni 2015: „In Rot mit einer rechten goldenen Flanke, darin ein spitzbedachter, ab der Mitte verjüngter roter Turm mit goldenem Torbogen sowie drei goldenen Rundbogen- und zwei quadratischen Fenstern (3:1:1), ein aus einer goldenen Weintraube mit 16 Beeren, Blättern und Ranke wachsendes goldenes Kreuz mit Kleeblattenden.“ |
| Stadt Zeitz                 |        | Das Wappenbild geht zurück auf ein Siegel der Stadt aus dem Jahr 1476. Der Magistrat der Stadt Zeitz beschloss die Annahme des heutigen Stadtwappens 1928: „In Blau den Erzengel Michael in silberner Rüstung auf dem Drachen stehend; mit der Rechten schwingt er das Schwert, mit der Linken hält er einen silbernen Schild, darin ein rotes Kreuz, rechts neben ihm schwebt ein Schild, darin in rot schräg gekreuzt ein mit der Spitze abwärts gelegtes Schwert und ein mit dem Bart abwärts gekehrter silberner Schlüssel.“                                                                  |

### Ehemalige Städte und Gemeinden
| Stadt oder Gemeinde | Wappen | Kommentare |
| --- | ------ | --- |
| Gemeinde An der Poststraße |        | |
| Gemeinde Herrengosserstedt |        | Genehmigt ????: „Geviert von Rot und Silber, Feld 1 und 4 eine silberne Rose, Feld 2 zwei rote Schafscheren und Feld 3 eine rote schrägrechte Pflugschar.“ Zum 1. Juli 2009 schlossen sich die Gemeinden Herrengosserstedt, Klosterhäseler und Wischroda zur neugebildeten Gemeinde An der Poststraße zusammen. |
| Gemeinde Balgstädt |        | |
| Gemeinde Größnitz |        | Das Wappen wurde 2006 vom Kommunalheraldiker Jörg Mantzsch gestaltet und ins Genehmigungsverfahren geführt: „In Silber eine grüne Lilie in der Toröffnung einer durchgehenden, oben anstoßenden schwarzgefugten roten Mauer auf mit einer gebogenen silbernen Leiste belegtem gewölbten grünen Schildfuß.“ Zum 1. Juli 2009 wurde die vormals eigenständige Gemeinde Größnitz nach Balgstädt eingemeindet. |
| Gemeinde Hirschroda |        | Das Wappen wurde 2006 vom Kommunalheraldiker Jörg Mantzsch gestaltet und ins Genehmigungsverfahren geführt: „In Grün ein auf mit zwei grünen Eichenblättern mit Eichel belegtem silbernen Schildfuß links schreitender silberner Hirsch.“ Zum 1. Juli 2009 wurde die vormals eigenständige Gemeinde Hirschroda nach Balgstädt eingemeindet. |
| Stadt Eckartsberga |        | |
| Stadt Eckartsberga |        | Ein S. DER STAT ECKERSBERGE aus dem Jahre 1403 zeigt den heiligen Mauritius, den Patron der Pfarrkirche, zu seine Füßen eine Löwenschild. Das hier gezeigte Wappen ist das der Herrschaft Eckartsberga in geänderten Tinkturen. Es ist vermutlich älter als das Mauritiuswappen, wurde aber erst im 18. oder 19. Jahrhundertwieder im Stadtsiegel verwendet: „Geteilt von Rot und Blau, oben ein gewachsener goldener Löwe, unten eine goldene Lilie.“ Zum 1. Juli 2009 schlossen sich die bisherige Stadt Eckartsberga und die Gemeinden Tromsdorf und Burgholzhausen zur neugebildeten Stadt Eckartsberga zusammen, die Verwaltungsgemeinschaft An der Finne wurde aufgelöst. |
| Gemeinde Elsteraue |        | |
| Gemeinde Rehmsdorf |        | Das Wappen wurde von der Heraldikerin Erika Fiedler aus Magdeburg gestaltet und am 31. Januar 1994 durch das Regierungspräsidium Halle genehmigt: „In Blau ein goldenes rot bedachtes Schloss mit Freitreppe vor einem Mittelgiebel, schwarzer Tür und schwarzen Fenstern, einem kleinen Türmchen mit schwarzem Fenster und schwarzer Wetterfahne. Über dem Haus rechts und links je ein goldenes Eichenblatt mit je zwei goldenen Eicheln. Unter dem Haus in einem silbernen Halbrundschild ein gestürztes rotes Schwert mit rundem Kopf, Griff und runden Ecken der Papierstange, schräg gekreuzt mit einem roten Schlüssel, der Bart von unten abwärts gekehrt, das Schließblatt viereckig.“ Zum 1. Juli 2003 schlossen sich die bis dahin selbständigen Gemeinden Bornitz, Draschwitz, Göbitz, Könderitz, Langendorf, Profen, Rehmsdorf, Reuden, Spora (mit dem Ortsteil Oelsen) und Tröglitz zur neugebildeten Gemeinde Elsteraue zusammen. |
| Gemeinde Tröglitz |        | Genehmigt durch das Regierungspräsidium Halle am 20. April 1994: „In Grün ein sich aufrichtendes silbernes Pferd; im silbernen Schildhaupt sieben grüne Rauten.“ Zum 1. Juli 2003 schlossen sich die bis dahin selbständigen Gemeinden Bornitz, Draschwitz, Göbitz, Könderitz, Langendorf, Profen, Rehmsdorf, Reuden, Spora (mit dem Ortsteil Oelsen) und Tröglitz zur neugebildeten Gemeinde Elsteraue zusammen. |
| Stadt Freyburg (Unstrut) |        | |
| Gemeinde Weischütz |        | Genehmigt ????: „In Silber über einer querliegenden, nach links gerichteten blauen Armbrust eine rote Gabelweihe (Milan) mit goldenem Schnabel und schwarzen Krallen an den goldenen Fängen.“ Die Farben der ehemaligen Gemeinde sind Rot und Weiß. Zum 1. Juli 2009 wurde die vormals eigenständige Gemeinde Weischütz nach Freyburg (Unstrut) eingemeindet. |
| Gemeinde Kaiserpfalz Zum 1. Juli 2003 schlossen sich die bis dahin selbständigen Gemeinden Bucha, Memleben und Wohlmirstedt zur neugebildeten Gemeinde Kaiserpfalz zusammen. |        | |
| Stadt Lützen |        | |
| Gemeinde Sössen |        | Genehmigt am 1. Juli 2009 durch den Landrat des Burgenlandkreises: „In Rot über einem erhöhten silbernen Wellenschildfuß ein silberner Wasserturm mit gemauertem, schwarz gefugtem Turmschaft zwischen vorn einem silbernen Eichenzweig mit drei (1 : 2) Eicheln und zwei Blättern und hinten einer fliegenden silbernen Taube, der Schildfuß belegt mit oben einem blauen Wellenbalken und unten einem linksgewendeten roten Pflug.“ Die Gemeinde Sössen wurde per Gesetz am 1. Januar 2011 in die Stadt Lützen eingemeindet. |
| Gemeinde Meineweh |        | |
| Gemeinde Meineweh |        | Das von Jörg Mantzsch gestaltete Wappen wurde am 23. März 2000 durch das Regierungspräsidium Halle genehmigt: „In Gold zwischen zwei auseinander geschobenen schrägrechten blauen Wellenbalken vier steigende grüne Blätter (Pappel, Eiche, Linde, Ginkgo biloba).“ Zum 1. Januar 2010 schlossen sich die bis dahin selbstständigen Gemeinden Unterkaka, Meineweh und Pretzsch zur neugebildeten Gemeinde Anhalt Süd zusammen, die zum 1. August 2011 in Meineweh umbenannt wurde. |
| Gemeinde Unterkaka |        | Das Wappen von Unterkaka wurde am 28. Januar 2000 durch das Regierungspräsidium Halle (Saale) genehmigt: „In Silber keilförmig nach links drei natürliche rote Rosen an einer geschwungenen, beblätterten grünen Ranke; vorn eine rot bordierte schwarze Flanke.“ Zum 1. Januar 2010 schlossen sich die bis dahin selbstständigen Gemeinden Unterkaka, Meineweh und Pretzsch zur neugebildeten Gemeinde Anhalt Süd zusammen, die zum 1. August 2011 in Meineweh umbenannt wurde. |
| Stadt Naumburg (Saale) |        | |
| Gemeinde Bad Kösen |        | Bei der Stadtrechtsverleihung am 11. April 1868 wurde gleichzeitig das bisherige Gemeindewappen übernommen, ministeriell bestätigt am 10. Juli 1919: „In Blau über grünem Wellenschildfuß eine dreibogige silberne Brücke, darauf ein mit Salz gefüllter grüner Weidenkorb.“ Zum 1. Januar 2010 wurde die bis dahin selbständige Stadt Bad Kösen zusammen mit den Gemeinden Crölpa-Löbschütz, Janisroda und Prießnitz in die Stadt Naumburg (Saale) eingemeindet. |
| Stadt Nebra (Unstrut) |        | |
| Gemeinde Reinsdorf |        | Das Wappen wurde am 21. Juni 1993 durch das Regierungspräsidium Halle genehmigt: „In Blau eine eingebogene gestürzte Spitze in Silber, darin Johannes der Täufer mit schwarzem Rock, silbernem Gürtel, silbernem Schaf auf dem linken Arm und silbernem Haar mit goldenem Nimbus; beseitet rechts von einer goldenen Ähre, links von einer goldenen Weintraube.“ Zum 1. September 2010 wurde die Gemeinde Reinsdorf nach Nebra (Unstrut) eingemeindet. |
| Stadt Osterfeld |        | |
| Gemeinde Goldschau |        | Genehmigt ????: „Geviert von Gold und Schwarz; Feld 1 und 4 ein schwarzer schrägrechts verlaufender Wellenbalken, Feld 2 und 3 ein durchgehendes goldenes Andreaskreuz.“ Zum 1. Januar 2010 wurde die Gemeinde Goldschau zusammen mit den Gemeinden Heidegrund und Waldau in die Stadt Osterfeld eingemeindet. |
| Stadt Teuchern |        | |
| Gemeinde Deuben |        | Genehmigt ????: „.“ Zum 1. Januar 2011 entstand aus der bisherigen Stadt Teuchern und den Gemeinden Deuben, Gröben, Gröbitz, Krauschwitz, Nessa, Prittitz und Trebnitz die neugebildete Einheitsgemeinde Stadt Teuchern. |
| Gemeinde Gröben |        | Genehmigt ????: „Im Wellenschnitt geteilt von Blau und Silber, oben die Stiele zugekehrt, zwei zueinander gegenschräge silberne Lindenblätter, unten ein schwarzes Bergmannsgezähe balkenweise zwischen zwei blauen Ähren.“ Zum 1. Januar 2011 entstand aus der bisherigen Stadt Teuchern und den Gemeinden Deuben, Gröben, Gröbitz, Krauschwitz, Nessa, Prittitz und Trebnitz die neugebildete Einheitsgemeinde Stadt Teuchern. |
| Gemeinde Nessa |        | Genehmigt ????: „.“ Zum 1. Januar 2011 entstand aus der bisherigen Stadt Teuchern und den Gemeinden Deuben, Gröben, Gröbitz, Krauschwitz, Nessa, Prittitz und Trebnitz die neugebildete Einheitsgemeinde Stadt Teuchern. |
| Gemeinde Prittitz |        | Genehmigt ????: „Geviert von Rot und Silber; Feld 1: wachsend drei goldene Ähren mit Halm, die äußeren beiden mit Halmblatt; Feld 2: ein schwarzer Adler, golden bewehrt und rot gezungt; Feld 3: ein gewellter blauer Drillingsbalken; Feld 4: ein Dreipass mit goldenen Eichenblättern und silbernen Eicheln in goldener Kapsel.“ Zum 1. Januar 2011 entstand aus der bisherigen Stadt Teuchern und den Gemeinden Deuben, Gröben, Gröbitz, Krauschwitz, Nessa, Prittitz und Trebnitz die neugebildete Einheitsgemeinde Stadt Teuchern. |
| Gemeinde Schelkau |        | Genehmigt ????: Zum 1. Januar 2004 wurde die Gemeinde Schelkau mit den Ortsteilen Bonau und Lagnitz in die Stadt Teuchern eingemeindet. |
| Stadt Teuchern |        | Genehmigt am 1. Oktober 2009 durch den Landrat des Burgenlandkreises: „In Silber in blauer Rüstung ein golden nimbierter barhäuptiger Ritter mit schwarzem Haar und fleischfarbenem Gesicht und Händen, in der rechten Hand eine gesenkte schwarze Kreuzlanze mit blauer Spitze und blau-goldenem Wimpel, in der linken Hand einen blau-goldenen gevierten und mit einem silbernen Kreuz belegten Tartschenschild haltend.“ Die Farben der Stadt Teuchern sind Blau/Gold (gelb). Zum 1. Januar 2011 entstand aus der bisherigen Stadt Teuchern und den Gemeinden Deuben, Gröben, Gröbitz, Krauschwitz, Nessa, Prittitz und Trebnitz die neugebildete Einheitsgemeinde Stadt Teuchern. |
| Stadt Weißenfels |        | |
| Gemeinde Burgwerben |        | Mit Urkunde des Regierungsbezirkes Halle vom 26. September 1997 wurde der Gemeinde Burgwerben die Genehmigung zur Führung eines eigenen Wappens erteilt: „Zinnenförmig geteilt von Silber über Grün, oben an grüner querliegender, nach links gebogener Rebe eine hängende grüne Weintraube zwischen zwei Grünen Blättern, unten ein silberner Wellenbalken mit drei schwarzen Wellenlinien.“ Gemeindefarben: Grün / Weiß Zum 1. September 2010 wurde Burgwerben per Gesetz nach Weißenfels eingemeindet. |
| Gemeinde Langendorf |        | Das Wappen wurde vom Heraldiker Ernst Albrecht Fiedler aus Magdeburg gestaltet und durch das Regierungspräsidium Halle am 7. Dezember 1998 genehmigt: „In Grün eine rechte silberne Wellenflange, vorn gekreuzt eine silberne Rodehacke und eine silberne Sense, beide sind silbern gestielt; in der Wellenflanke pfahlweise drei grüne aufrechte Lindenblätter.“ Zum 1. Januar 2010 wurde die bis dahin selbständige Gemeinde Langendorf zusammen mit den Gemeinden Markwerben und Uichteritz in die Stadt Weißenfels eingemeindet. |
| Gemeinde Leißling |        | Das Wappen wurde am 7. März 1995 durch das Regierungspräsidium Halle genehmigt: „In Silber auf goldenem Dreiberg drei grüne Bäume.“ Zum 1. September 2010 wurde die Gemeinde Leißling in die Stadt Weißenfels eingemeindet. |
| Stadt Zeitz |        | |
| Gemeinde Kayna |        | Genehmigt ????: „.“ Zum 1. Juli 2009 wurde die Gemeinde Kayna in die Stadt Zeitz eingemeindet. |
| Gemeinde Theißen |        | Das Wappen wurde vom Heraldiker Carl Busch aus Berlin gestaltet und am 24. August 1936 durch den Oberpräsidenten der Provinz Sachsen verliehen: „.“ Zum 1. Januar 2010 wurde die Gemeinde Theißen in die Stadt Zeitz eingemeindet. |

## Historische Wappen
| Stadt oder Gemeinde               | Wappen | Kommentare |
| --------------------------------- | ------ | --- |
| Stadt Bad Bibra                   |        | In Gebrauch seit dem 18. Jahrhundert: „In Silber vor einem grünen Nadelbaum auf grüner Wiese und über blauem Wasser ein natürlicher Biber.“ |
| Stadt Freyburg (Unstrut)          |        | Die älteste Darstellung dieses Wappenbildes erscheint auf dem Siegel einer Urkunde vom 18. März 1403: „In Bau eine zweitürmige silberne Burg mit offenem Tor und beknaupten roten Dächern.“                                                                                                   |
| Stadt Laucha an der Unstrut       |        | In Gebrauch seit dem 14./15. Jahrhundert: „In Gold stehend ein gerüsteter Ritter mit gegürtetem Schwert, das Schwert mit zwei blauen Schrägbalken belegt, in der Rechten ein blaues Fähnlein, die Linke gestützt auf einem blauen Dreiecksschild, darin ein doppelschwänziger goldener Löwe.“ |
| Stadt Lützen                      |        | Das Wappenbild ist bereits auf einem alten Siegel der Stadt aus der Zeit vor 1500 zu sehen: „In Blau wachsend ein Heiliger im roten Mantel, die rechte Hand vor der Brust, im linken Arm auf einem Buch liegend das Gotteslamm, das einen goldenen Kreuzstab mit Kreuzfahne hält.“            |
| Stadt Naumburg (Saale) (bis 1993) |        | In Gebrauch seit dem 13. Jahrhundert: „In Silber ein rotes Schwert, schräggekreuzt mit einem roten Schlüssel; Schwertgriff hinten oben, Schlüsselgriff hinten unten.“ |